# De Kapel (EO)
De Kapel is een televisieprogramma dat van september 2014 tot en met mei 2019 elke zondagochtend werd uitgezonden door de Nederlandse publieke omroep EO, nog gevolgd door een uitzending in juli 2019, naar aanleiding van de ramp met de MH17, die toen 5 jaar eerder had plaatsgevonden. Vanuit een oude houten kapel verzorgden verschillende predikanten - Arie van der Veer, Orlando Bottenbley, Jasper Klapwijk, Paul Visser en Jurjen ten Brinke - bij wekelijkse toerbeurt een geestelijke overdenking aan de hand van verschillende thema's uit het leven van alledag, met live muziek als omlijsting.
Voor het seizoen 2017/2018 werden op 2 september 2017 drie openlucht-afleveringen met publiek in het openluchttheater in Amersfoort opgenomen. Twee nieuwe sprekers deden in dat seizoen hun intrede, te weten Mirjam Kollenstaart en Andries Knevel.